# Charles Manning
Charles Maurice Manning Jr. (Riverhead, 22 ottobre 1998) è un cestista statunitense.